# 1854年の相撲
1854年の相撲（1854ねんのすもう）は、1854年の相撲関係のできごとについて述べる。

## できごと
- 再来航したペリー一行への贈答品（米俵200俵）の荷積み役として江戸力士が参加。特に巨漢の白真弓肥太右エ門の怪力ぶりは驚きを持って迎えられた。また、土俵入りや稽古相撲が披露され、その際に小柳常吉と米兵が相撲で対戦したと伝わる。

## 興行
- 2月場所（江戸相撲）[1]
  - 興行場所:本所回向院
  - 3月24日（旧2月26日）より晴天10日間興行
- 5月場所（大坂相撲）[2]
  - 興行場所:北堀江
- 11月場所（江戸相撲）[3]
  - 興行場所:本所回向院
  - 晴天10日間興行